# Haha
Ha Dong-Hoon (hangul:하동훈, nascido em 20 de agosto de 1979), mais conhecido por seu nome artístico Haha (hangul: 하하), é um apresentador sul-coreano, porém muitas vezes confundido com um comediante de stand up por fãs internacionais. Haha se tornou popular através de seu trabalho como co-apresentador dos populares programas Infinite Challenge da MBC e Running Man da SBS. Além do seu próprio show, Ya Man TV da Mnet em 2015.

## Carreira

### 2000-2008: Estréia e crescente popularidade
Haha nasceu em 20 de agosto de 1979 em Stuttgart, Alemanha. Mudou-se para Seul na Coreia do Sul quando criança, terra natal de seus pais. Haha tem uma irmã mais velha, a pianista Ha Juri (Hangul : 하 쥬리). Formou-se na Universidade Daejin, onde obteve mestrado em Teatro e Cinema, mais tarde tornou-se um trainee da Seoul Records estreando como rapper e cantor em 2001 na boy band Z-kiri, que apesar de boas promoções não conseguiu popularidade levando ao fim do grupo.
Em 2002, Haha tornou-se co-apresentador do programa What's Up YO! Junto com MC Mong e Jerome To. Os três que mais tarde ficaram conhecidos como "What's Up Trio" devido a forte amizade nas telas. Haha mais tarde juntou-se ao elenco principal da terceira temporada de Nonstop, uma comédia sobre um grupo de estudantes universitários e seus amigos e família. Permaneceu no elenco até 2003, onde conseguiu ganhar reconhecimento por suas habilidades de atuação e comédia. Após sua saída Haha tornou-se produtor e apresentador do seu próprio programa de rádio com MC Mong, o Haha and Mong's Journey em 2004 na SBS Power FM.
Depois de deixar Nonstop, além de seu programa de rádio, também passou dois anos ao lado do cantor Taw, preparando e gravando seu primeiro álbum The Beautiful Rhyme Diary. O álbum foi lançado em 18 de fevereiro de 2005 com o single "Love Song", porém não obteve sucesso nas paradas musicais. Haha fez uma aparição no programa X-Man da SBS em 22 de maio de 2005 ganhando popularidade por suas imitações de seu amigo, Kim Jong Kook. Sua popularidade repentina fez com que se tornasse um membro fixo do X-Man, maior programa de variedades da Coreia do Sul na época.
Em dezembro de 2005, Haha foi convidado a se tornar um membro fixo do programa Infinite Challenge da MBC, como parte das alterações de formato devido a entrada do novo produtor, Kim Tae-ho. Desde 2 de dezembro de 2006, o programa recebeu as classificações mais altas dos sábados á noite. No último episódio antes de entrar no serviço militar obrigatório, Haha realizou um guerrilha concert em Yeouido Park, que foi organizado em segredo por seus colegas de programa.
Em 2006, fez uma aparição como convidado para a sexta e última temporada de Nonstop. Em 2007, Haha lançou seu segundo single, "You're My Destiny", que conteve trechos da canção "Stand By Me", de Ben E. King. O single conseguiu alcançar a posição de número um na parada da Gaon e ele realizou sua volta aos palcos no programa Music Bank em novembro.

### 2008-presente: Serviço Militar,Running Mane continuação da carreira musical
Em fevereiro de 2008, Haha deixou temporariamente o Infinite Challenge para cumprir seu serviço militar obrigatório. Relatórios anteriores haviam indicado que Haha teria tentado fugir do serviço militar. No entanto, os relatórios eram falsos e o serviço teria sido adiado. Durante seu tempo no exército colaborou com a nova dupla Davichi em sua música "Love and War". Após 24 meses de serviço militar, em 11 de março de 2010 foi dispensado.

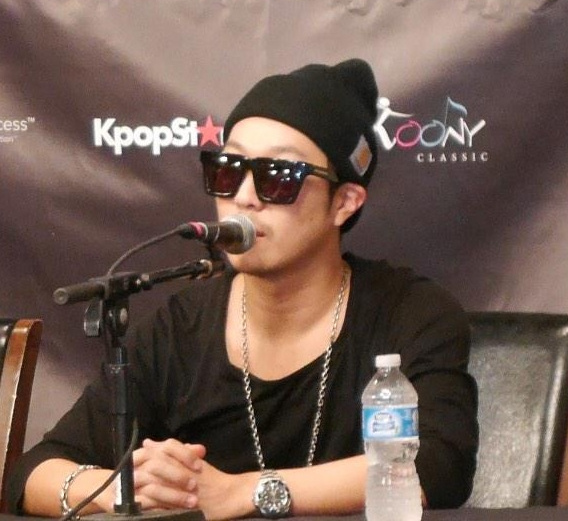
Haha em conferência de imprensa para o "Running Man Bros' US Tour", em 14 de dezembro de 2014.

Após o fim do serviço militar, Haha retornou ao elenco do Infinite Challenge por pedido dos seus colegas co-apresentadores, Yoo Jae-suk e Noh Hong-chul. Ele também fez aparições como convidado no talk show Come to Play de Yoo Jae-Suk e também foi co-apresentador do Haha-Mong Show mais uma vez junto á MC Mong até que surgiram alegações de que MC Mong havia tentado fugir do serviço militar. Desde 2010, Haha é um dos apresentadores do programa Running Man, da SBS. Em 30 de dezembro de 2011, ele recebeu o prêmio de Melhor Artista durante o SBS Entertainment Awards por seu trabalho em Running Man, onde performou seu single "Rosa".
Em 2012, continuou sua carreira musical, colaborando em um mini-álbum Skull & Haha Ya Man, com o cantor de reggae Skull, ex-membro da dupla  Stony Skunk. Os dois apresentaram "Busan Vacance" em vários programas musicais de TV. Haha também cantou a música junto com os membros do elenco de Running Man durante um fan meeting. Ainda em 2012, Haha foi destaque junto á Gary por participarem do novo álbum de Kim Jong Kook, Volume 7 – Journey Home, na música "Words I Want To Say To You".
Em 2014, ele e Kim Jong-kook formaram a dupla musical, Running Brothers, visitando os Estados Unidos para uma turnê de apresentações, em julho e dezembro.

## Vida pessoal
Em 15 de agosto de 2012, foi anunciado que Haha iria se casar com a cantora sul-coreana Byul, o casamento ocorreu em 30 de novembro de 2012. O casal teve seu primeiro filho, Dream em 9 de Julho de 2013.

## Discografia
| Título                                  | Detalhes do álbum                                                                                         | Posições nas paradas |
| Título                                  | Detalhes do álbum                                                                                         | KOR                  |
| --------------------------------------- | --- | -------------------- |
| The Beautiful Rhyme Diary               | - Lançado em: 18 de fevereiro de 2005 - Gravadora(s): Eins Digital - Formatos: CD , Download digital      | -                    |
| Quan Ninomarley A.K.A. Haha Reggae Wave | - Lançado em: 14 de setembro de 2011 - Gravadora(s): LOEN Entertainment - Formatos: CD , Download digital | 19                   |
| Acoustic Tuning Time                    | - Lançado: 22 de março de 2012                                                                            |                      |

### Colaborações
| Título                                                                        | detalhes sobre o álbum                                                                             | posições nas paradas de pico | Lista de músicas                                                                                             |
| Título                                                                        | detalhes sobre o álbum                                                                             | KOR                          | Lista de músicas                                                                                             |
| ----------------------------------------------------------------------------- | -------------------------------------------------------------------------------------------------- | ---------------------------- | --- |
| Skull & Haha Ya Man Haha (entertainer)&usg=ALkJrhhH225BSWuDB1xvHmLU04zai6mmgg | - Lançamentos: 30 de julho de 2012 - Etiqueta: Quan Entretenimento e KMG - Artistas: Crânio e Haha | -                            | 1. "YA MAN !!" 2. "Waikiki Brothers" 3. "Busan Vacance"[18] 4. "The Day I Move" 5. "BIG UP" 6. "Hennessy 19" |

### Singles
| 2005                                                                       | "Play"                                | —  | The Beautiful Rhyme Diary               |
| 2005                                                                       | "Love Song"                           | —  | The Beautiful Rhyme Diary               |
| 2007                                                                       | "You're My Destiny"                   | 1  | Sem álbum lançado                       |
| 2008                                                                       | "It's 7 Years" (part. Taw e Mc Mong)  | 25 | Sem álbum lançado                       |
| 2008                                                                       | "That's Right, I Can't Sing"          | 34 | Sem álbum lançado                       |
| 2010                                                                       | "A Bottle of Liquor" (part. Tiger JK) | —  | Sem álbum lançado                       |
| 2010                                                                       | "You're My Destiny 2"                 | 48 | Sem álbum lançado                       |
| 2011                                                                       | "Rosa"                                | 27 | Quan Ninomarley A.K.A. Haha Reggae Wave |
| 2011                                                                       | "Sae Song"                            | —  | Quan Ninomarley A.K.A. Haha Reggae Wave |
| "—" significa que o não foi lançado na região ou não apareceu nas paradas. |                                       |    |                                         |

### Participações emsingles
| Ano  | Single                                                                         | Posições mais altas | Álbum                                   |
| Ano  | Single                                                                         | KOR                 | Álbum                                   |
| ---- | ------------------------------------------------------------------------------ | ------------------- | --------------------------------------- |
| 2008 | "사랑과 전쟁 (Love and War)" Davichi (Narr. HaHa)"[36]                         | –                   | Vivid Summer Edition Amaranth Repackage |
| 2011 | "서해안 고속도로 가요제 (Do You Wanna Die or Date Me)" (com 10CM)              | –                   | West Coast Highway Festival             |
| 2012 | "너에게 하고 싶은 (Words I Want To Say To You)" Kim Jong-kook part Haha e Gary | –                   | Volume 7 – Journey Home                 |
| 2013 | "세븐티 핑거스 - 슈퍼 잡초맨 (Super Weeds Man)" (com Jang Giha & The Faces)    | –                   | Free Highway Music Festival             |
| 2015 | "$ponsor" (com Zion.T)                                                         | 3                   | Yeongdong Highway Music Festival        |